# Дилофозавр
Дилофоза́вр (Dilophosaurus — «двогребінний ящер») — рід хижих динозаврів ряду тероподів, що жили на початку юрського періоду (близько 200—191 млн років тому). Включає один відомий вид, Dilophosaurus wetherilli.

## Історія досліджень
Про скам'янілості, пізніше ідентифіковані як кістки дилофозавра, вперше повідомив індіанець навахо Джесс Вільямс у 1940 році. Палеонтологом Чарльзом Льюїсом Кемпом у 1942 році в регіоні Навахо, Аризона, було знайдено два часткових скелети й один майже цілий. У 1954 році Семюель Пол Веллс визначив знахідку як новий вид мегалозаврів і дав йому назву Megalosaurus wetherilli. У 1964 році дослідник вирушив у Навахо для уточнення віку скелетів за відкладами, в якій ті перебували, і відшукав четвертий добре збережений скелет. На цьому кістяку було чітко видно, що череп динозавра має подвійний гребінь, який раніше вважався просто фрагментом породи. Тому динозавру було присвоєно нову назву Dilophosaurus, яка відображала цю особливість. У 1970 році Веллс виділив окремий рід дилофозаврів, єдиним представником якого визначив Dilophosaurus wetherilli. Пізніше він сумнівався чи не належать до роду й інші види зі схожими ознаками. У 1993 році до дилофозаврів було зараховано також ящера з території Китаю, що володів схожим подвійним гребенем, названого Dilophosaurus sinensis. У 1998 році група американських палеонтологів, очолювана Метью Карлом Ламанною, обґрунтувала, що це були рештки відомого з 1940 року Sinosaurus triassicus.

## Опис

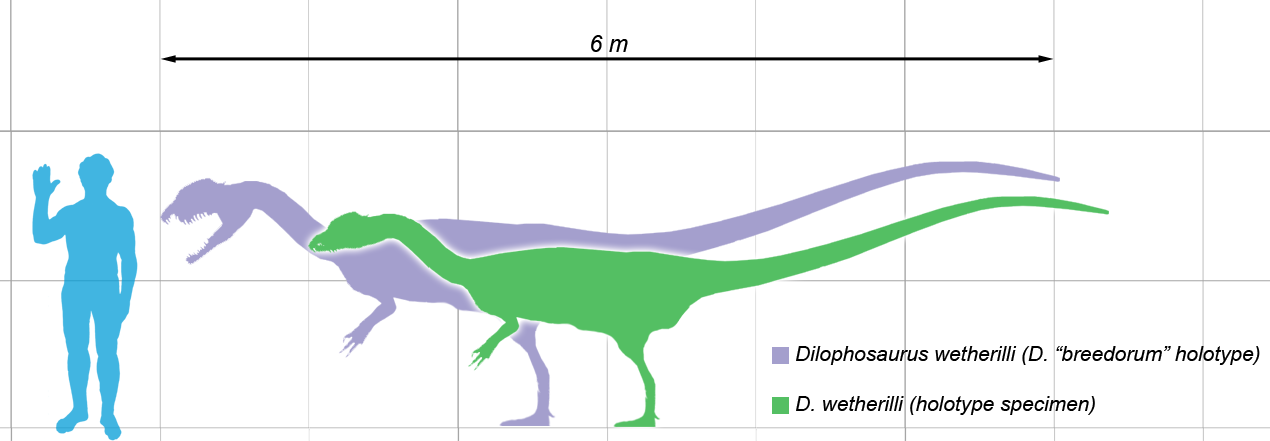
Дилофозаври в порівнянні з людиною

Дилофозавр був одним з перших великих хижих динозаврів, тероподом середнього розміру, хоча і невеликим у порівнянні з деякими пізнішими тероподами. Дилофозавр, як і всі тероподи, пересувався на задніх лапах, сягаючи зросту в середньому 2,4 м при довжині близько 6 м. Маса складала близько 400 кг. Мав видовжені шию та голову, на якій містився подвійний кістяний гребінь. Довгі, потужні задні кінцівки з розвиненими трьома пальцями з кігтями дозволяли дилофозавру швидко бігати. Четвертий палець був менший та не торкався землі. Три пальці на передніх лапах були забезпечені довгими кігтями, за допомогою яких він хапав свою жертву. Один палець протистояв іншим, що визначало їхню хапальну функцію, тобто дилофозавр міг ловити й міцно утримувати свою жертву не лише в пащі, а й передніми лапами.
Тонкі гострі зуби були пристосовані для хапання невеликої здобичі, включаючи як наземних тварин, так і рибу.
Можливо, дилофозавр був покритий пір'ям або пухом, про що можуть свідчити відбитки на одній зі скам'янілостей, що може бути останками дилофозавра.
Гребені, що є відмітною особливістю дилофозавра, розходяться в різні сторони від загальної основи, утворюючи V-подібну форму з невеликим проміжком посередині. Складалися з тонкої кістки, що не могла слугувати захистом черепа. Тому, ймовірно, гребені відігравали роль розпізнавальних знаків для інших дилофозаврів.

## Палеобіологія

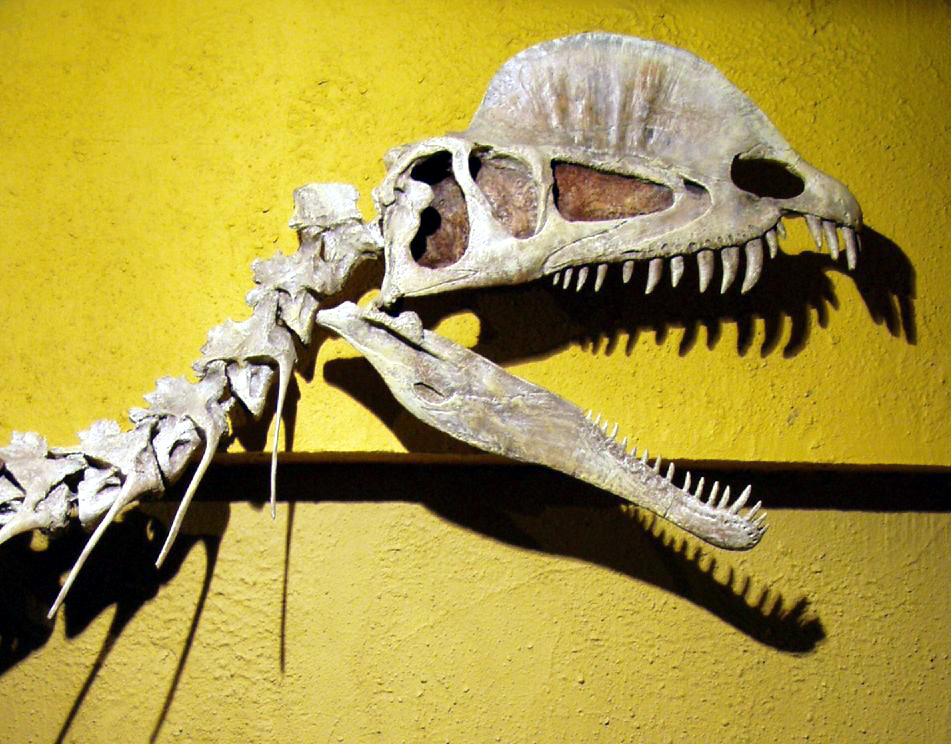
Реконструкція голови дилофозавра, Королівський Тиррелівський музей

Досить імовірно, що дилофозаври полювали групами, про що свідчить знахідка трьох скелетів дилофозаврів поряд. Завдяки здатності до швидкого бігу вони могли полювати на обширних територіях. Дилофозавр був найбільшим хижаком Північної Америки свого часу, харчувався дрібними рослиноїдними динозаврами — птахотазовими скутелозаврами (Scutellosaurus) і аммозаврами (Ammosaurus), або падлом. Будова зубів, щелеп і лап вказує на те, що дилофозаври відкушували від здобичі шматки, а не ковтали повністю.

### Функція гребеня
Веллс вважав, що, хоча гребені дилофозаврів не мали борозен, які б вказували на васкуляризацію, вони могли використовуватися для терморегуляції. Він також припустив, що їх могли використовувати для міжвидового розпізнавання або для краси. Черкас зазначив, що гребені не могли використовуватися у бою, оскільки їхня делікатна структура могла б з легкістю бути пошкоджена. Він припустив, що вони виконували візуальну функцію для приваблення партнера чи навіть функцію терморегуляції. У 1990 році палеонтолог Волтер П. Кумбс (Walter P. Coombs) заявив, що гребені, можливо, були різноколірними для приваблення потенційних партнерів.
Подібні гребені мали також монолофозавр і кріолофозавр.
У 2011 році палеонтологи Кевін Падіан і Джон Р. Горнер припустили, що «химерні структури» у динозаврів в цілому (включаючи гребені, оборки, роги та куполи) в першу чергу використовувалися для розпізнавання видів, і відкинули інші пояснення як непідтверджені фактами. Вони відзначили, що відомо занадто мало зразків тероподів з орнаментованими черепами, включаючи Dilophosaurus, щоб статистично перевірити їхню еволюційну функцію, а також те, чи представляють вони статевий диморфізм або статеву зрілість. У відповідь Падіану і Горнеру того ж року палеонтологи Роб Кнелл і Скотт Д. Семпсон стверджували, що розпізнавання видів слід розглядати лише як вторинну функцію «химерних структур» у динозаврів, але більш імовірним поясненням є статевий відбір (гребінь використовується в демонстрації або в боротьбі за партнера) через високий ризик при розвитку такої риси, та через те, що такі структури дуже мінливі в межах виду.
У 2013 році палеонтологи Девід Е. Гоун і Даррен Нейш розкритикували «гіпотезу розпізнавання видів» і стверджували, що жодна тварина, яка збереглася, не використовує такі структури насамперед для розпізнавання видів, і що Падіан і Горнер проігнорували можливість взаємного статевого добору (коли обидві статі орнаментовані гребенями). У 2020 році Марш і Роу дійшли висновку, що гребені дилофозаврів, ймовірно, відігравали роль в міжвидовій ідентифікації або міжстатевому/внутрішньостатевому відборі, як у деяких сучасних птахів. Невідомо, чи забезпечували такі ж функції повітряні мішки в гребенях.

## Тафономія

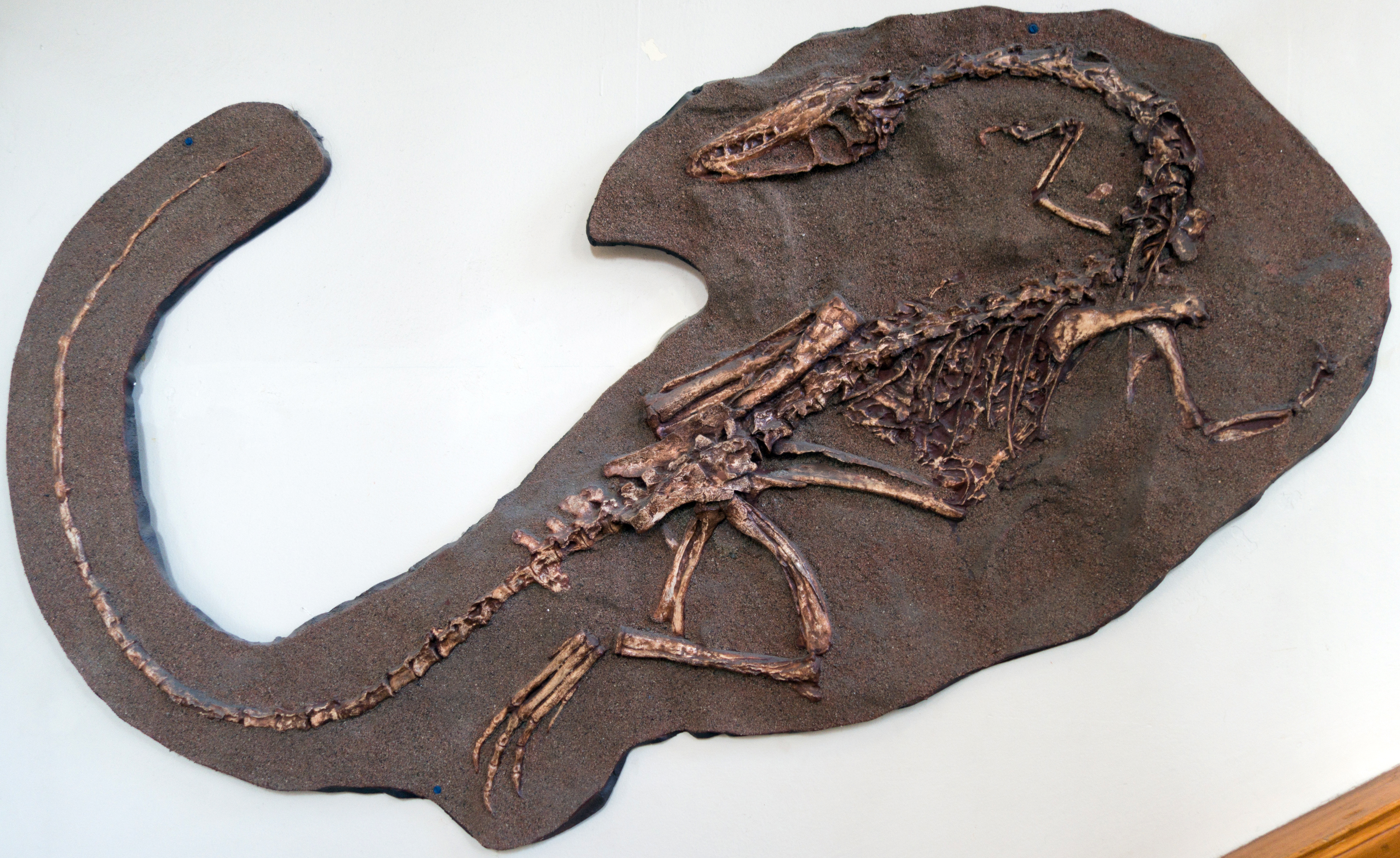
Зліпок целофіза, з яким часто ототожнюють дилофозавра, Музей Редпат

Семюел Пол Веллс окреслив тафономію оригінальних зразків, зміни, що відбулися під час їхнього розкладання та скам'яніння. Скелет голотипа був знайдений лежачим на правому боці, а його голова і шия були реверсовані — вигнуті назад — в «позі смерті», в якій часто знаходять скелети динозаврів. У той час вважалося, що ця поза є наслідком опістотонусу (передсмертних спазмів), але натомість вона могла бути результатом того, як туша була занурена в осадові породи. Спина пряма, задні спинні хребці повернуті на лівий бік, хвостові хребці виступали з таза нерівномірно, а ноги були зчленовані, з невеликим зміщенням. Веллс дійшов висновку, що зразок був похованим на місці загибелі, без особливого переміщення, але голотипний зразок, схоже, був понівечений падальщиками, на що вказують вивернуті спинні хребці та розтрощений череп. Ґей зазначив, що зразки, які він описав у 2001 році, мали ознаки того, що їх переносив потік води. Оскільки жоден зі зразків не був цілим, вони могли бути перенесені на певну відстань або пролежати на поверхні та вивітрюватися протягом деякого часу до перенесення. Можливо, вони були перенесені повінню, на що вказує різноманітність тварин у регіоні, знайдених у вигляді фрагментів та уламків кісток.

## У культурі
Дилофозавр став відомий широкому загалу завдяки книзі Майкла Крайтона і її однойменній екранізації «Парк Юрського періоду». У них дилофозавра наділено здатністю плюватися отруйною слиною. У фільмі цього динозавра зображено набагато меншим, ніж в реальності, нижчим за людину, та зі шкіряним капюшоном на кшталт капюшона плащеносної ящірки.
У 2017 році дилофозавра було визнано динозавром-символом штату Коннектикут на честь знахідки там слідів лап цих динозаврів.

## Галерея

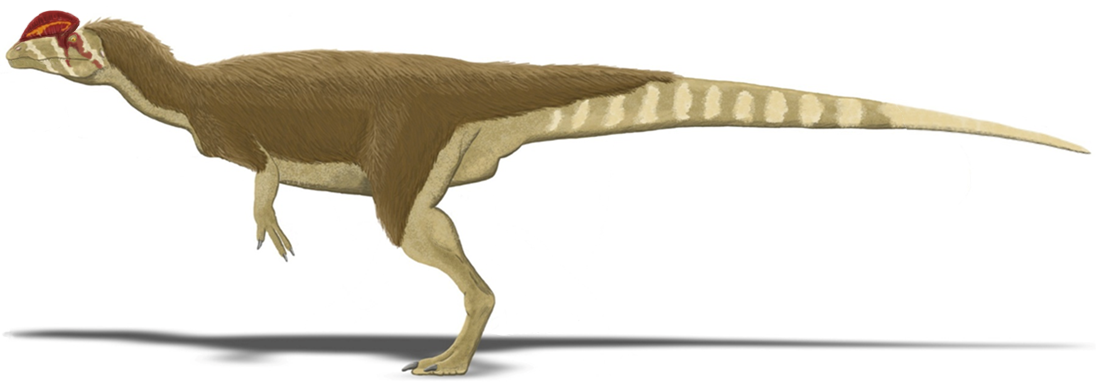
Художня реконструкція
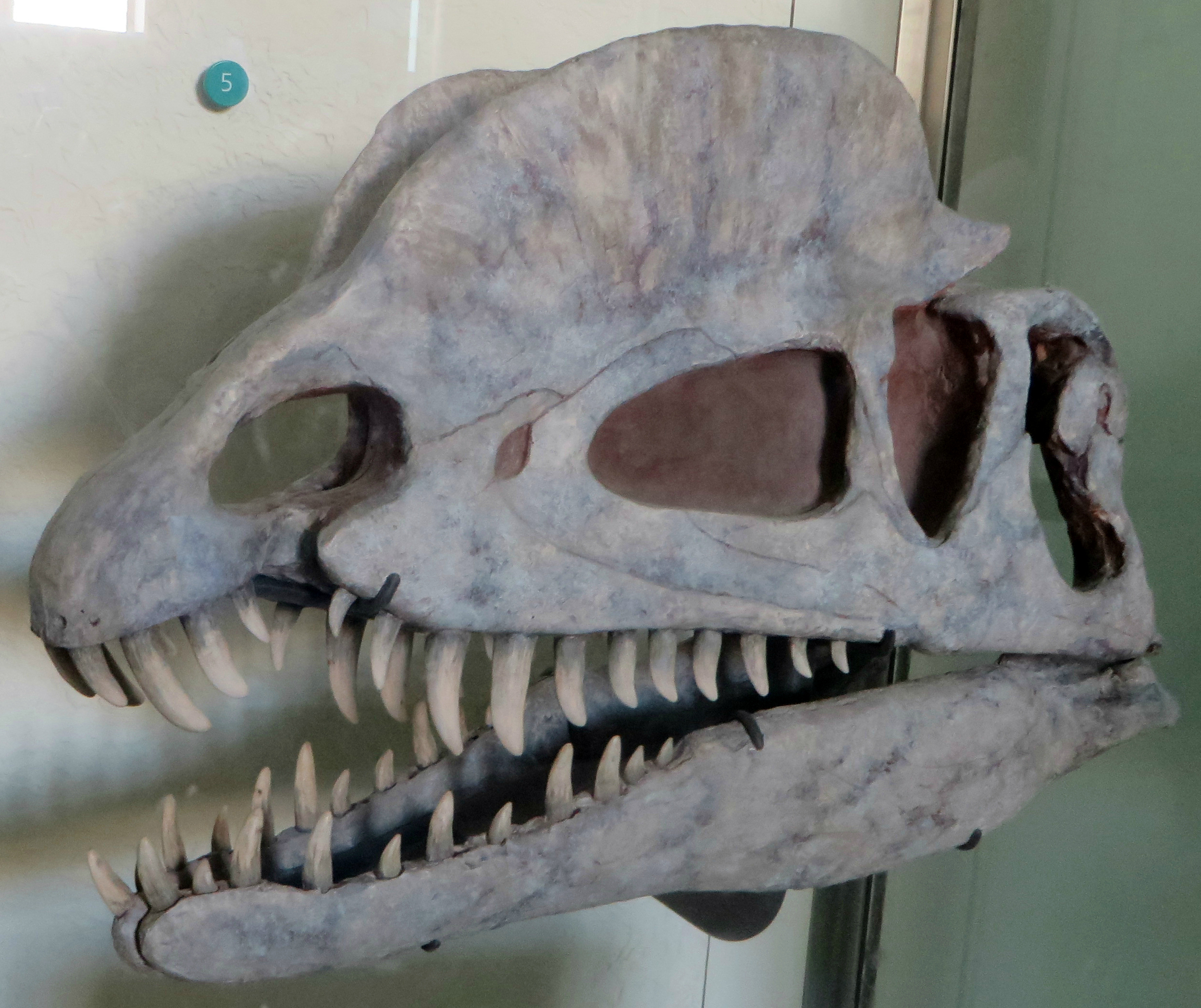
Череп дилофозавра
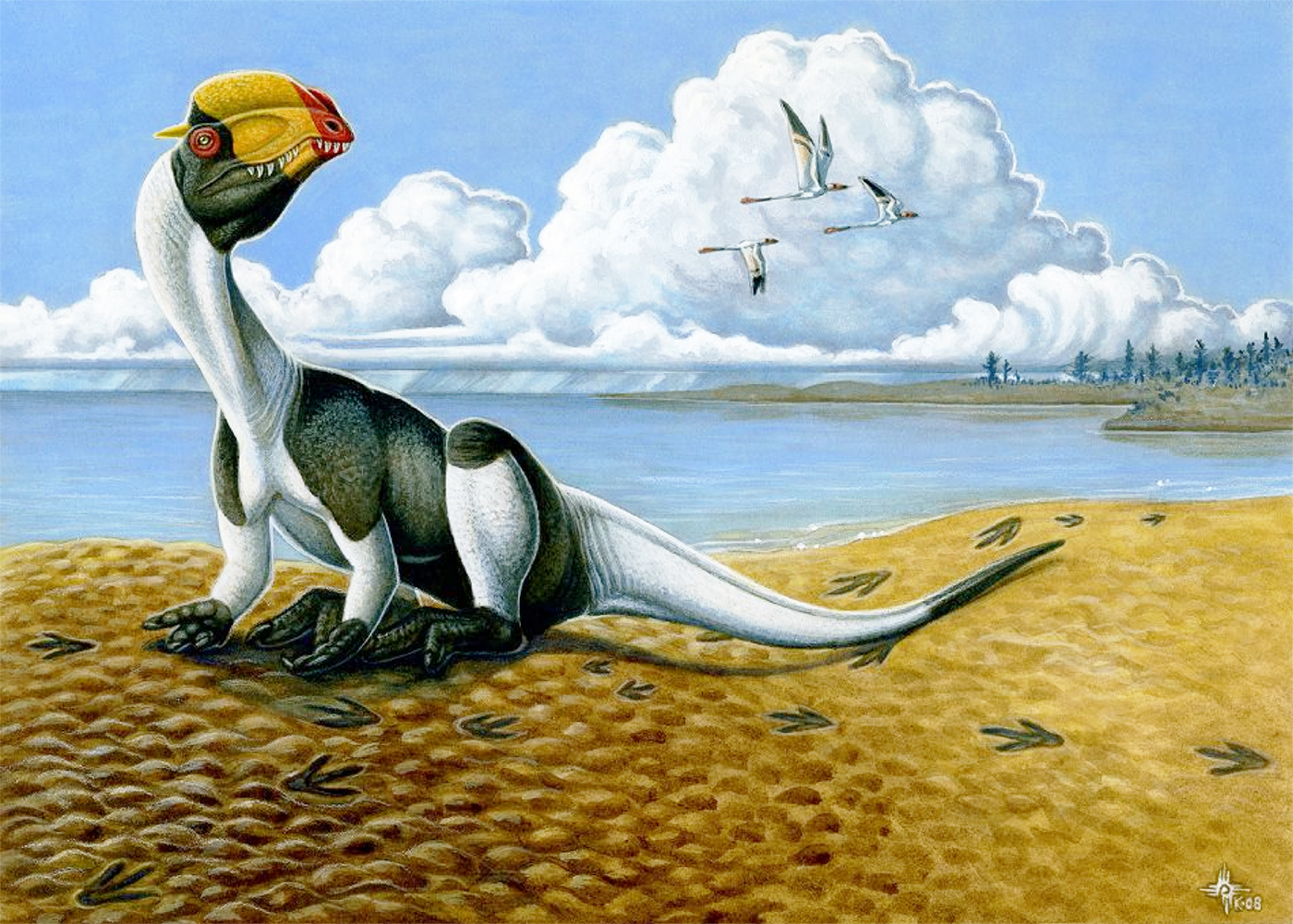
Птахоподібна реконструкція дилофозавра
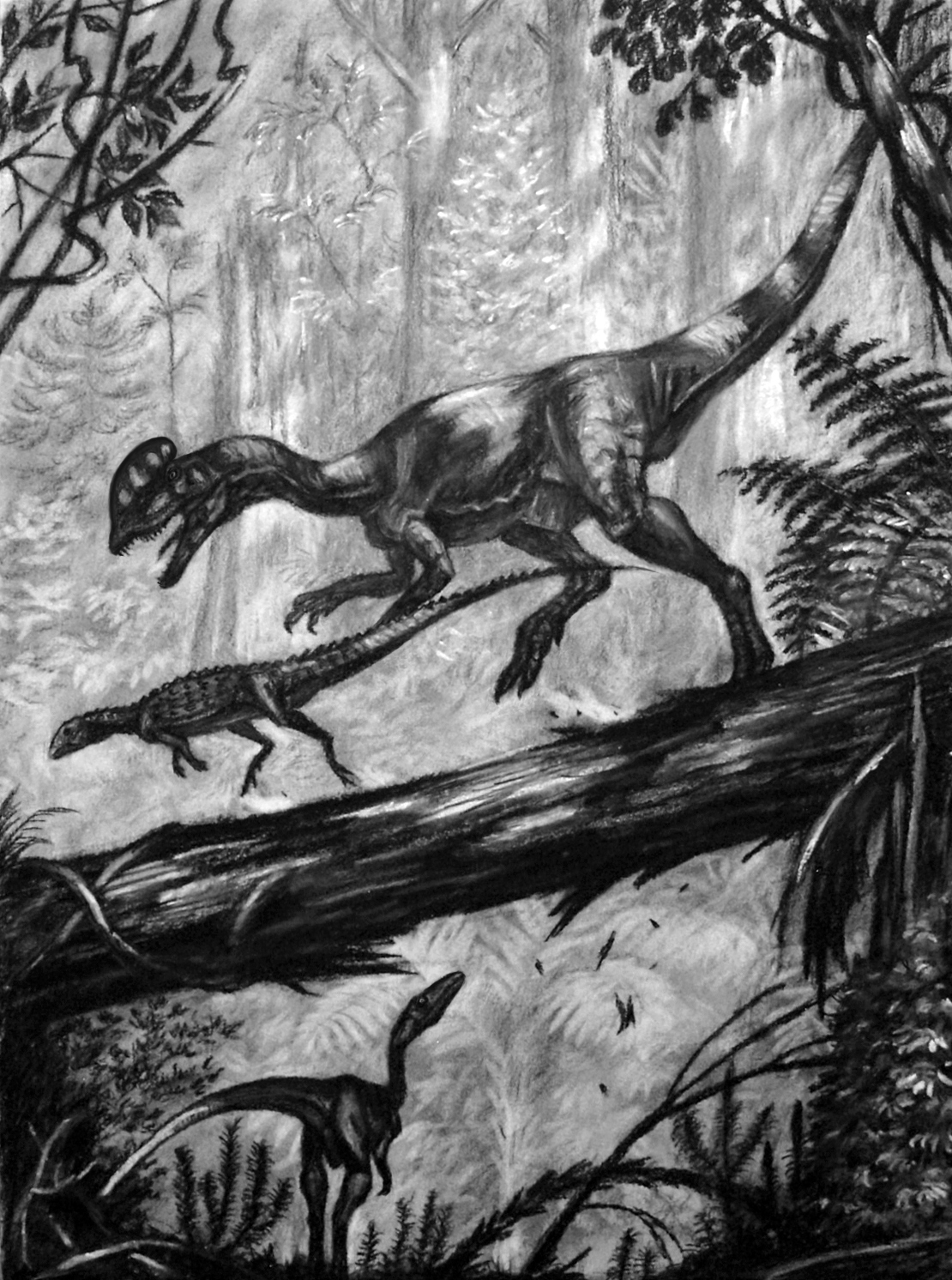
Ящероподібна реконструкція дилофозавра